# 2006 QV180
2006 QV180, também escrito como 2006 QV180, é um objeto transnetuniano que está localizado no Cinturão de Kuiper, uma região do Sistema Solar. Este corpo celeste é classificado como um provável cubewano. Ele possui uma magnitude absoluta de 6,5 e tem um diâmetro estimado com 221 km. O astrônomo Mike Brown lista este corpo celeste em sua página na internet como um candidato a possível planeta anão.

## Descoberta
2006 QV180 foi descoberto no dia 21 de agosto de 2006.

## Órbita
A órbita de 2006 QV180 tem uma excentricidade de 0,012 e possui um semieixo maior de 44,785 UA. O seu periélio leva o mesmo a uma distância de 44,236 UA em relação ao Sol e seu afélio a 45,335 UA.